# Грињаско
Грињаско (итал. Grignasco) је насеље у Италији у округу Новара, региону Пијемонт.
Према процени из 2011. у насељу је живело 3967 становника. Насеље се налази на надморској висини од 318 м.

## Становништво
| 1936. | 1951. | 1961. | 1971. | 1981. | 1991. | 2001. | 2011. |
| ----- | ----- | ----- | ----- | ----- | ----- | ----- | ----- |
| 3.896 | 4.320 | 4.710 | 4.717 | 4.621 | 4.724 | 4.704 | 4.691 |